# 쿨리지관

쿨리지관

쿨리지관은 1913년 윌리엄 쿨리지가 발명하였다. 이 관은 진공인 유리관으로 되어있고, 유리관은 한쪽 끝에 있는 양극에서 다른 끝에 있는 음극을 절연하며, 음극은 텅스텐(w) 필라멘트이고, 양극은 물로 냉각하는 구리 블록이며, 이 블록은 한 끝에 작은 삽입물로서 원하는 타깃 금속을 포함한다.
필라멘트는 약 3amp의 필라멘트 전류(filament current)로 가열하여 전자를 방출하는데, 전자는 관에 걸린 높은 전압으로 타깃에 급속히 끌려간다. 필라멘트 주변에는 필라멘트와 같이 높은 (음)전압이 걸려 있는 작은 금속 컵이 있다. 그 결과 컵은 전자를 쫓아내고 초점(focal spot)이라 부르는 타깃의 좁은 영역에 모이게 한다. x선은 초점에서 모든 방향으로 나오며, x선 관의 집에 있는 두개 이상의 창을 통해 관에서 빠져나온다. 이 창은 진공이 세지 않게 해야하지만, x선에 매우 투명해야 하기 때문에, 보통 창을 베릴륨(Be)으로 만든다.
전자 흐름은 한 방향으로만 일어나야 하기 때문에, x선 관에는 반드시 직류를 사용해야한다고 생각할 수도 있으나, 실제로 x선 관 자체의 정류작용 때문에, 변압기와 같은 교류전원에서 실제로 x선 관이 작동하는 것이 가능하다. 필라멘트가 타깃에 대하여 음으로 되어 있는 반 주기(half-cycle)에서 전류가 존재한다. 그 반대의 반 주기에서 필라멘트는 양으로 되어 있으나, 단지 필라멘트는 전자를 방출 시킬 수 있을 만큼만 충분하게 뜨겁기 때문에, 어떤 전자도 흐를 수 없다. 따라서 비록 더 정교한 회로는 정류관, 평활축전기, 전압안정기를 포함하는 것이 지금은 기본이나,간단한 회로만으로도 많은 장치에서는 충분하다.
미소전류계(milliammeter)는 필라멘트에서 타깃으로 흐르는 전자의 흐름인 관전류(tube current)를 측정한다. 이 전류는 보통 10~25 mA 정도이며, 이를 필라멘트의 가감저항기로 조절할 수 있다. 이 가감저항기는 필라멘트 변압기의 출력전압을 조절한다. 이 전압은 필라멘트 전류를 결정하고 차례로 필라멘트의 온도와 초당 방출하는 전자의 수를 결정한다. 필라멘트에 단지 약 5볼트를 거는 것이 필요하기 때문에, 비록 필라멘트 변압기는 저전압 내림 변압기이지만, 그 자체 접지에 비해 높게 음전압에 있으며, 절연을 잘해야한다.
두가지 종류의 필라멘트관이 있다. 밀봉형과 분해가능형. 밀봉형 관은 공장에서 진공으로 만들고, 밀봉한다. 고진공 펌프장치가 필요하지 않기 때문에 작동하기에 아주 쉬운 종류이다. 하지만, 이 관은 비싸다. 그리고 관의 수명을 필라멘트의 수명이 결정한다. 요즈음 특수한 목적을 위해서만 사용하는 분해가능형의 x선 관에서 필라멘트와 타깃은 모두 교환을 위해 접근할 수 있다. 타버린 필라멘트를 바꿀 수 있고 타깃을 원하는 대로 교체할 수 있다. 하지만, 분해가능형 관은 작동하는 동안 연속으로 펌프를 해야하고, 원하는 징공을 얻기 위해서는 확산 펌프와 기계식 펌프가 둘다 필요하다.
오래된 가스관은 작동하기가 까다롭기는 하나, 타깃물질은 다른 금속과 전혀 오염하지 않기 때문에 사용 가능한 가장 순수한 방사선을 얻을 수 있다는 장점이 있다. 또 한편으로 일부 텅스텐이 때때로 필라멘트에서 증발하여 타깃을 증착하기도 하면, 그 텅스텐은 타깃 금속 고유의 특성인 방사선은 물론 특성 L방사선을 방출한다.